# Dread Templar
Dread Templar je akční FPS počítačová hra vyvinutá studiem T19 Games. Hra je inspirována tituly jako například Doom či Quake. Vyšla 14. srpna 2021 v předběžném přístupu, přičemž oficiálního vydání se dočkala 26. ledna 2023.

## Hratelnost
Dread Templar je střílečka z pohledu první osoby v retro stylu. Hráč prozkoumává a hledá cestu k východu z úrovně, čelí monstrům a cestou nachází tajné lokace. Hráč obvykle nachází tlačítka, nebo klíče, aby bylo možné otevřít dveře, k dosažení východu z úrovně. Po dosažení východu je hráč přenesen do další úrovně.